# Dějiny Sovětského svazu 1953–1964

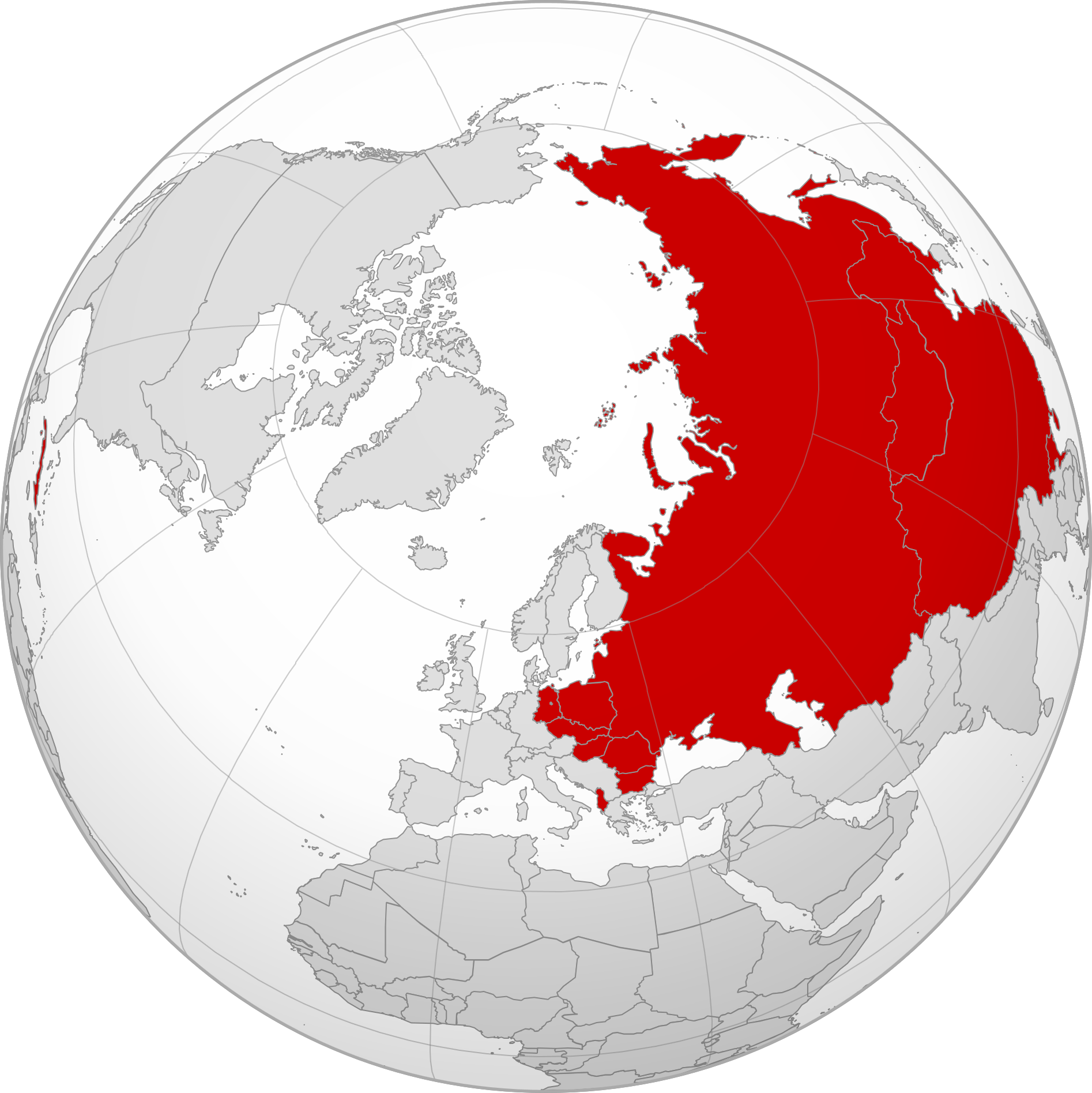
Maximální rozsah sovětské sféry vlivu po kubánské revoluci (1959) a před čínsko-sovětským rokzkolem (1961).

Dějiny Sovětského svazu 1953–1964 pokrývají dobu od smrti Josifa Stalina (1953) do politického svržení Nikity Chruščova (1964). V tomto jedenáctiletém období národní politiku v SSSR ovládla studená válka, včetně boje mezi USA a SSSR za globální rozšíření jejich příslušných socioekonomických systémů a ideologie, a obranu hegemonických sfér vlivu. Od poloviny 50. let, navzdory tomu, že Komunistická strana Sovětského svazu (KSSS) odmítla stalinismus, politická kultura stalinismu – velmi mocného generálního tajemníka KSSS – zůstala na svém místě, i když oslabená.

## Politika

### Stalinovo bezprostřední dědictví
Po Stalinově smrti v březnu 1953 jej vystřídali Nikita Chruščov jako první tajemník Ústředního výboru Komunistické strany Sovětského svazu (KSSS) a Georgij Malenkov jako premiér Sovětského svazu. Ústřední postavou v období bezprostředně po Stalinovi byl však bývalý šéf státního bezpečnostního aparátu Lavrentij Berija.
Stalin v době smrti zanechal Sovětský svaz v nezáviděníhodném stavu. Nejméně 2,5 milionu lidí strádalo ve vězení a v pracovních táborech, věda a umění byly podrobeny socialistickému realismu a produktivita zemědělství jako celku byla mizivá. Země měla pouze jednu čtvrtinu dobytka ve srovnání s rokem 1928 a v některých oblastech bylo zvířat méně než na začátku první světové války. Soukromé pozemky představovaly nejméně tři čtvrtiny produkce masa, mléčných výrobků a produkčních výstupů. Životní úroveň byla nízká a spotřební zboží vzácné. Moskva byla také pozoruhodně izolovaná a bez přátel na mezinárodní scéně; Východní Evropa kromě Jugoslávie byla držena pod sovětským jhem vojenskou okupací a brzy po Stalinově smrti vypukly v některých zemích východního bloku protesty a povstání. Čína vzdala poctu zesnulému sovětskému vůdci, ale držela řadu zášti, která brzy přešla do varu. Spojené státy měly vojenské základny a jaderné bombardovací letouny obklopující Sovětský svaz ze tří stran a americká letadla pravidelně přelétávala sovětské území na průzkumné mise a na padácích vysazovala agenty. Přestože sovětské úřady mnoho z těchto letadel sestřelily a spoustu agentů spadlých na jejich půdu zajaly, psychologický účinek byl nesmírný.
Americké obavy ze sovětských vojenských a zejména jaderných schopností byly silné a silně přehnané; Jediný sovětský těžký bombardér, Tu-4, byl přímou kopií B-29 a neměl žádné dispozice, jak se dostat nad Spojené státy, kromě jednosměrné sebevražedné mise a sovětský jaderný arzenál obsahoval jen hrstku zbraní.